# Waardeketen
De waardeketen, ook bekend als waardeketenanalyse is een bedrijfskundig concept, dat de strategisch relevante bezigheden van een organisatie met elkaar in verband brengt. Dit concept is bruikbaar als management tool voor het systematisch onderzoeken van activiteiten en interacties met derden van een bedrijf. De waardeketen, value chain is gerelateerd aan de productieketen, supply chain.

## Algemeen
Een waardeketen is een keten van activiteiten. Producten passeren de achtereenvolgende activiteiten van de keten en verwerven hierbij bij iedere activiteit enige waarde. De keten van activiteiten als geheel geeft het product hierbij meer toegevoegde waarde dan de som van de afzonderlijke delen. Het is van belang dit idee bij de uitvoering van activiteiten van de waardeketen te onderscheiden van de kostenopbouw.  
Dit concept is in 1985 voor het eerst beschreven door Michael Porter in zijn boek Competitive Advantage: Creating and Sustaining Superior Performance. Porter stelde verder dat concurrentievoordeel niet begrepen kan worden door een bedrijf als geheel te zien. Het is noodzakelijk om op  een systematische manier alle activiteiten die een organisatie uitvoert te onderzoeken om de bronnen van concurrentievoordeel te analyseren.
Binnen de management accounting wordt onderscheid gemaakt in:
- Totale waardeketenanalyse, waarbij men kan kijken naar de concurrentieverhouding van de gehele onderneming in de betreffende industrie of branche
- Interne waardeketenanalyse, waarbij binnen de organisatie bekeken wordt waar men strategisch voordeel kan behalen

Beide vormen van analyse kunnen in het kader van strategische planning worden uitgevoerd.

## Waardeketenmodel
De waardeketen deelt een bedrijf op in zijn strategisch relevante activiteiten om inzicht te krijgen in het kostengedrag en de bestaande en potentiële bronnen van differentiatie. Een bedrijf verwerft concurrentievoordeel door deze strategisch belangrijke activiteiten goedkoper of beter uit te voeren dan zijn concurrenten.
De waardeketen toont de primaire activiteiten, de ondersteunende activiteiten en de marge van de organisatie. De nettowinst is het verschil tussen de totale opbrengst van de organisatie en de totale kosten die gemaakt worden om deze opbrengst te genereren. De (winst)-marge is de nettowinst gedeeld door de totale kosten maal 100%.
Primaire activiteiten
- Ingaande logistiek; het ontvangen, opslaan en verspreiden van grondstoffen
- Operaties; omzetten van grondstoffen in eindproduct
- Uitgaande logistiek; het ontvangen, opslaan en verspreiden van het eindproduct
- Marketing en verkoop; reclame, prijsstelling, ...
- Service; installatie, reparatie, training, ...

Ondersteunende activiteiten
- Verwerving; de inkoopfunctie
- Technologie-ontwikkeling; procedures, knowhow, procestechnologie...
- Personeelszaken of humanresourcesmanagement; werving, selectie, training, ...
- Infrastructuur; algemeen management, planning, financieel beheer, boekhouding, ...